# هفورد
هفورد (به انگلیسی: Hafford) یک منطقهٔ مسکونی در کانادا است که در ساسکاچوان واقع شده‌است. هفورد ۰٫۸۰ کیلومتر مربع مساحت و ۴۰۷ نفر جمعیت دارد.